# Bolešov
Bolešov (hongrois : Bolesó) est un village de Slovaquie situé dans la région de Trenčín.

## Histoire
La première mention écrite du village date de 1331.

## Démographie

### Évolution de la population
| Année:               | 1994. | 2004.   | 2014.   | 2024.   |
| -------------------- | ----- | ------- | ------- | ------- |
| Nombre de personnes: | 1397  | 1460    | 1530    | 1584    |
| Différence:          |       | +4,50 % | +4,79 % | +3,52 % |

| Année:               | 2023. | 2024.   |
| -------------------- | ----- | ------- |
| Nombre de personnes: | 1574  | 1584    |
| Différence:          |       | +0,63 % |